# Бакчарское сельское поселение
Бакчарское се́льское поселе́ние — муниципальное образование в Бакчарском районе Томской области Российской Федерации.
Административный центр — село Бакчар.

## История
Статус и границы сельского поселения установлены Законом Томской области от 9 сентября 2004 года № 194-ОЗ «О наделении статусом муниципального района, сельского поселения и установлении границ муниципальных образований на территории Бакчарского района».

## Население
| 2002  | 2010  | 2012  | 2013  | 2014  | 2015  | 2016  |
| ----- | ----- | ----- | ----- | ----- | ----- | ----- |
| 7301  | ↘7289 | ↘7136 | ↘7094 | ↘6956 | ↘6839 | ↘6724 |
| 2017  | 2018  | 2019  | 2020  | 2021  |       |       |
| ↘6642 | ↘6572 | ↘6424 | ↗6489 | ↗7001 |       |       |

## Состав сельского поселения
| № | Населённый пункт | Тип населённого пункта       | Население |
| - | ---------------- | ---------------------------- | --------- |
| 1 | Бакчар           | село, административный центр | ↗6265     |
| 2 | Большая Галка    | село                         | ↘485      |
| 3 | Первомайск       | деревня                      | ↘43       |
| 4 | Чернышевка       | село                         | ↘208      |